# Oeiras (Portugal)
Oeiras is een plaats en gemeente in het Portugese district Lissabon.
De gemeente heeft een totale oppervlakte van 46 km² en telde 173.149 inwoners in 2015.

## Plaatsen in de gemeente
- Algés
- Barcarena
- Carnaxide
- Caxias
- Cruz Quebrada - Dafundo
- Linda-a-Velha
- Oeiras e São Julião da Barra
- Paço de Arcos
- Porto Salvo
- Queijas

## Sport
Oeiras was in 2024 aankomstplaats van de eerste etappe in de wielerkoers Ronde van Spanje. De Amerikaan Brandon McNulty won de in Lissabon gestarte tijdrit.

## Stedenband
- Saint-Étienne (Frankrijk), sinds 1995

## Geboren
- Sérgio Paulinho (1980), wielrenner
- Carlos Wilson Cachicote Rocha, "Rudy" (1989), voetballer
- Daniel Podence (1995), voetballer